# فلاديمير ياكوشيف
فلاديمير ياكوشيف (بالروسية: Владимир Якушев)، من مواليد 14 يونيو 1968، وهو سياسي روسي، تولى ياكوشيف منصب الممثل الرئاسي المفوض في منطقة الأورال الاتحادية منذ 9 نوفمبر 2020.

## عقوبات
ردًا على الغزو الروسي لأوكرانيا عام 2022، في 6 أبريل 2022، أضاف مكتب مراقبة الأصول الأجنبية التابع لوزارة الخزانة الأمريكية ياكوشيف إلى قائمة الأشخاص الخاضعين للعقوبات بموجب الأمر التنفيذي رقم 14024.
وفرضت بريطانيا عقوبات على ياكوشيف بتاريخ 24 مارس 2022 فيما يتعلق بالحرب الروسية الأوكرانية.